# Улс, Джим
Джеймс Уолтер «Джим» Улс (англ. James Walter "Jim" Uhls; род. 25 марта 1957) — американский сценарист и продюсер, стал наиболее известен  благодаря сценарию по роману «Бойцовский клуб». Получил степень бакалавра театральных искусств в Дрейковском университете в 1979 году, является выпускником Киношколы UCLA.
Руководит лабораторией сценаристов и актёров, мастерской, где учит людей писать сценарии.

## Фильмография
- Бойцовский клуб / Fight Club (1999) сценарист[2]
- Sweet Talk (2004) сценарист, продюсер
- Seed Money (2010) сценарист
- Телепорт / Jumper (2008) сценарист
- Левиафан / Leviathan (2015) сценарист[3]